# Saint-Connan
Saint-Connan település Franciaországban, Côtes-d’Armor megyében. Lakosainak száma 297 fő (2022. január 1.). Saint-Connan Senven-Léhart, Kerpert, Plésidy, Saint-Gildas, Saint-Gilles-Pligeaux és Le Vieux-Bourg községekkel határos.

## Népesség
A település népessége az elmúlt években az alábbi módon változott:
| Lakosok száma | 469  | 400  | 331  | 296  | 305  | 303  | 297  | 290  | 293  | 297  |
|               | 1968 | 1982 | 1990 | 2006 | 2013 | 2015 | 2017 | 2019 | 2020 | 2022 |